# Paradystus notator
Paradystus notator är en skalbaggsart som först beskrevs av Francis Polkinghorne Pascoe 1867.  Paradystus notator ingår i släktet Paradystus och familjen långhorningar. Inga underarter finns listade i Catalogue of Life.